# Карсунский район
Карсу́нский райо́н — административно-территориальная единица (административный район) и муниципальное образование (муниципальный район) на северо-западе Ульяновской области России, образованный в 1928 году.
Административный центр — рабочий посёлок (пгт) Карсун. Население — 20 361 чел. (2021).
Площадь 1768,6 км², что составляет 4,8 % всей территории Ульяновской области.

## Население
| 1939    | 1989    | 2002    | 2009    | 2010    | 2011    | 2012    | 2013    | 2014    |
| ------- | ------- | ------- | ------- | ------- | ------- | ------- | ------- | ------- |
| 73 442  | ↘32 561 | ↘29 319 | ↘25 748 | ↘25 170 | ↘25 067 | ↘24 567 | ↘24 082 | ↘23 591 |
| 2015    | 2016    | 2017    | 2018    | 2019    | 2020    | 2021    |         |         |
| ↘23 280 | ↘22 950 | ↘22 727 | ↘22 349 | ↘21 926 | ↘21 555 | ↘20 361 |         |         |

### Урбанизация
В городских условиях (рабочий посёлок Карсун и пгт Языково) проживают 51,14 % населения района.

### Национальный состав
Преобладают русские (свыше 85 %), татары составляют 10 % населения, чуваши — 2 %, мордва — 1 %.

## История
Основная статья: Карсунский уезд
Карсун основан в 1647 году по Указу царя Алексея Михайловича, как город-крепость на Карсунско-Симбирской засечной черте. Первыми жителями Карсуна были военные колонисты, переселённые принудительно из более северных поселений. Служилые люди — стрельцы, прибывшие из Алатыря, расположились в крепости на горе против слияния речки Карсунки с рекой Барыш, между двумя круговыми оврагами, образовав Стрелецкую слободу (ныне Стрелецкая улица).
В 1648 году в Карсун из Курмыша прибыли пушкари и поселились к северо-востоку от крепости по левому берегу Барыша, образовав Пушкарскую слободу (ныне Пушкарская улица).
Через четыре года после основания города, в 1651 году, из села Выползово прибыли казаки и поселились отдельной слободой к югу от крепости вверх по речке Карсунке к Барышскому оврагу, образовав Казацкую слободу (ныне Казацкая улица)[1].
В 1708 году пригород Большой Карсун становится самостоятельным (заштатным) городом, уезд был упразднён, а территория присоединена к Симбирскому уезду.
С 1780 года пригород Большой Карсун становится уездным городом Симбирского наместничества. Екатерина II пожаловала ему герб: два положенных крестообразных чекана в красном поле — «оружие, употребляемое прежними того места поселениями» — символ того, что это город-крепость и здесь плодородные земли [1].
С 1796 года — Карсунский уезд в Симбирской губернии.
Планомерная застройка Карсуна начинается с 1804 года. В марте этого года Александр I утвердил «Геометрический план уездного Симбирской губернии г. Карсуна», часть зданий — Дом городского общества, торговые ряды — построены по проекту архитектора Коринфского.
С 1924 года в составе Ульяновской губернии.

### Карсу́нский райо́н
В 1928 году, при административно-территориальном разделение, Карсунский уезд был упразднен, а из частей его территории были образованы ряд районов: Карсунский, Тагайский, Астрадамовский, Барышский, Вешкаймский, Кузоватовский. А город Карсун преобразован в село и становится центром Карсунского района Ульяновского округа Средне-Волжской области.
В 1929 году из части территории района был образован Инзенский район, а район вошел в состав Средневолжского края.
С 1935 года — Куйбышевского края. Часть сельсоветов района отошли в новообразованный Вешкаймский район, а из Сурского района отошли ряд сельсоветов.
С 1936 года — Куйбышевской области.
В январе 1943 года, при образовании Ульяновской области, село Карсун стал рабочим посёлком.
Из-за аварии на Чернобыльской АЭС пострадала часть района. Распоряжением Правительства РФ в «Зону проживания с льготным социально-экономическим статусом» попали Карсунский с/с и Пески.
11 июня 2013 года решением Совета депутатов муниципального образования «Карсунский район» № 42 был утверждён флаг района, а 24 июня 2013 года внесён в Государственный геральдический регистр Российской Федерации с присвоением регистрационного номера 8517. См. статью: Флаг Карсунского района

## Административное деление
Карсунский административный район в рамках административно-территориального устройства области делится на 2 поселковых округа и 6 сельских округов.
Одноимённый муниципальный район в рамках организации местного самоуправления (муниципального устройства) включает 8 муниципальных образований, в том числе 2 городских поселения и 6 сельских поселений.
Поселковые округа соответствуют городским поселениям, сельские округа — сельским поселениям.
| № | Муниципальное образование             | Админ. центр            | Количество населённых пунктов | Население (чел.) | Площадь (км²) |
| - | ------------------------------------- | ----------------------- | ----------------------------- | ---------------- | ------------- |
| 1 | Карсунское городское поселение        | рабочий посёлок Карсун  | 10                            | ↘9206            | 276,18        |
| 2 | Языковское городское поселение        | рабочий посёлок Языково | 2                             | ↘3571            | 117,70        |
| 3 | Большепоселковское сельское поселение | село Большие Посёлки    | 2                             | ↘549             | 83,22         |
| 4 | Вальдиватское сельское поселение      | село Вальдиватское      | 6                             | ↘1860            | 270,05        |
| 5 | Горенское сельское поселение          | село Татарские Горенки  | 10                            | ↘834             | 260,40        |
| 6 | Новопогореловское сельское поселение  | село Новое Погорелово   | 5                             | ↗1400            | 240,75        |
| 7 | Сосновское сельское поселение         | село Сосновка           | 3                             | ↘1181            | 204,81        |
| 8 | Урено-Карлинское сельское поселение   | село Урено-Карлинское   | 7                             | ↘1760            | 325,49        |

### Населённые пункты
В районе находятся 45 населённых пунктов (большинство которых возникло в середине XVII века при строительстве Карсунской засечной черты), в том числе 2 городских (рабочих посёлка) и 43 сельских:
| №  | Населённый пункт         | Тип             | Население | Муниципальное образование             |
| -- | ------------------------ | --------------- | --------- | ------------------------------------- |
| 1  | Карсун                   | рабочий посёлок | ↘7137     | Карсунское городское поселение        |
| 2  | Языково                  | рабочий посёлок | ↘3276     | Языковское городское поселение        |
| 3  | Александровка            | деревня         | 0         | Горенское сельское поселение          |
| 4  | Базарный Урень           | село            | 174       | Урено-Карлинское сельское поселение   |
| 5  | Беловодье                | село            | 317       | Горенское сельское поселение          |
| 6  | Белозерье                | село            | 913       | Урено-Карлинское сельское поселение   |
| 7  | Большая Кандарать        | село            | 538       | Вальдиватское сельское поселение      |
| 8  | Большие Посёлки          | село            | 657       | Большепоселковское сельское поселение |
| 9  | Большое Станичное        | село            | 49        | Карсунское городское поселение        |
| 10 | Борок                    | посёлок         | 4         | Карсунское городское поселение        |
| 11 | Вальдиватское            | село            | 520       | Вальдиватское сельское поселение      |
| 12 | Грязнуха                 | деревня         | 0         | Урено-Карлинское сельское поселение   |
| 13 | Ермаки                   | деревня         | 48        | Сосновское сельское поселение         |
| 14 | Ивановский               | посёлок         | 9         | Урено-Карлинское сельское поселение   |
| 15 | Кадышево                 | село            | 296       | Горенское сельское поселение          |
| 16 | Комаровка                | село            | 117       | Большепоселковское сельское поселение |
| 17 | Котяково                 | село            | 102       | Горенское сельское поселение          |
| 18 | Кошелевка                | деревня         | 9         | Новопогореловское сельское поселение  |
| 19 | Краснополка              | село            | 681       | Карсунское городское поселение        |
| 20 | Красносурское            | село            | 0         | Горенское сельское поселение          |
| 21 | Красный Садок            | посёлок         | 25        | Новопогореловское сельское поселение  |
| 22 | Луговой                  | посёлок         | ↘9        | Карсунское городское поселение        |
| 23 | Малая Кандарать          | село            | ↘150      | Вальдиватское сельское поселение      |
| 24 | Малая Усть-Уренка        | деревня         | 1         | Карсунское городское поселение        |
| 25 | Малое Станичное          | село            | 320       | Карсунское городское поселение        |
| 26 | Медянский                | посёлок         | 3         | Урено-Карлинское сельское поселение   |
| 27 | Нагаево                  | село            | 609       | Новопогореловское сельское поселение  |
| 28 | Новое Погорелово         | село            | 638       | Новопогореловское сельское поселение  |
| 29 | Пески                    | деревня         | 332       | Карсунское городское поселение        |
| 30 | Потьма                   | село            | 254       | Вальдиватское сельское поселение      |
| 31 | Прислониха               | село            | ↘295      | Языковское городское поселение        |
| 32 | Ростислаевка             | деревня         | 10        | Горенское сельское поселение          |
| 33 | Русская Голышевка        | деревня         | 36        | Горенское сельское поселение          |
| 34 | Русские Горенки          | село            | 104       | Горенское сельское поселение          |
| 35 | Сосновка                 | село            | 1113      | Сосновское сельское поселение         |
| 36 | Стрелецкая               | деревня         | 147       | Вальдиватское сельское поселение      |
| 37 | Сухой Карсун             | село            | 474       | Новопогореловское сельское поселение  |
| 38 | Таволжанка               | село            | 948       | Карсунское городское поселение        |
| 39 | Татарская Голышевка      | деревня         | 281       | Горенское сельское поселение          |
| 40 | Татарские Горенки        | село            | 230       | Горенское сельское поселение          |
| 41 | Теньковка                | село            | 424       | Урено-Карлинское сельское поселение   |
| 42 | Уразовка                 | село            | 389       | Сосновское сельское поселение         |
| 43 | Урено-Карлинское         | село            | 819       | Урено-Карлинское сельское поселение   |
| 44 | Усть-Урень               | село            | 733       | Вальдиватское сельское поселение      |
| 45 | Чулочно-носочной фабрики | посёлок         | 288       | Карсунское городское поселение        |

## Известные люди
См. статью: Родившиеся в Карсунском районе
- Пластов, Аркадий Александрович — советский живописец;
- Акимов, Владимир Михайлович (1901—1957) — советский военный деятель. Генерал-майор (1942 год).
- Морозов, Иван Константинович — Герой Советского Союза;
- Лагутин, Алексей Фёдорович
- Варакин, Николай Григорьевич

## Достопримечательности
- См. статью: Списки объектов культурного наследия Ульяновской области, Карсунский район[23]
- В рабочем поселке Языково Карсунского района находится родовое имение Языковых, которое в XIX веке являлось «прибежищем поэзии», здесь дважды во время сбора материала по Пугачевскому восстанию бывал А. С. Пушкин.
- Село Прислониха — родина советского художника А. А. Пластова.
- Освященный родник «Гремячий ключ» расположен на окраине села Таволжанка (в прошлом Таволжанская слобода Карсунского уезда). Почитаемый ключ признан памятником природы регионального значения (ООПТ) в 2000 году. Установлен аншлаг[24].
- Крестовоздвиженский собор (Карсун).
- Церковь Димитрия Солунского (Потьма)
- Церковь Архангела Михаила (Котяково)
- Усть-Урень (усадьба)
- Уразовская мечеть